# Катіта андійський
Катіта андійський (Bolborhynchus orbygnesius) — вид папугоподібних птахів родини папугових (Psittacidae). Поширений у Південній Америці.

## Поширення
Вид поширений в Андах в Перу, Болівії та на півночі Аргентини. Мешкає в напівпосушливих хмарних лісах, лісах Polylepis і ярах із чагарниковою рослинністю на більш відкритих місцях. За висотою він переважно коливається між 3000 і 4000 м, але іноді трапляється на висоті понад 6000 м.

## Опис
Довжина тіла 16-17 см. Вага 48-50 г. Від Bolborhynchus ferrugineifrons відрізняються лише трохи меншим розміром і тим, що руда ділянка навколо дзьоба замінена жовтою із зеленим відтінком. У самиць і нестатевозрілих особин жовтого відтінку менше або він відсутній. В останніх також дзьоб світліший.

## Спосіб життя
Харчуються насінням, фруктами та ягодами. Для розмноження ці птахи використовують нори у крутих берегах. Більшість зграйок цих папуг дрібні, але деякі можуть налічувати до 300 особин.